# Mihalgazi (district)
Mihalgazi is een Turks district in de provincie Eskişehir en telt 3.476 inwoners (2007). Het district heeft een oppervlakte van 130,8 km². Hoofdplaats is Mihalgazi.
De bevolkingsontwikkeling van het district is weergegeven in onderstaande tabel.
| 1997   | 2000   | 2007  |
| ------ | ------ | ----- |
| 10.727 | 14.029 | 3.476 |

Centrale districtsplaats (İlçe Merkezi): Mihalgazi
Gemeenten (Beldeler): Alpagut · Sakarıılıca
Dorpen (Köyler):
Bozaniç · Demirciler · Karaoğlan